# Jewhen Bochaszwili
Jewhen Ołeksandrowycz Bochaszwili, ukr. Євген Олександрович Бохашвілі (ur. 5 stycznia 1993 w Dniepropietrowsku) – ukraiński piłkarz pochodzenia gruzińskiego, grający na pozycji napastnika.

## Kariera piłkarska

### Kariera klubowa
Wychowanek Szkoły Piłkarskiej klubu Dnipro Dniepropetrowsk, barwy którego bronił w juniorskich mistrzostwach Ukrainy (DJuFL). Latem 2009 rozpoczął karierę piłkarską w drużynie młodzieżowej Dnipra. Na początku lipca 2012 został wypożyczony do Krywbasu Krzywy Róg, ale już w sierpniu Dnipro przywrócił piłkarza do swojego składu. 12 lipca 2013 razem z Mladenem Bartuloviczem i Wałerijem Fedorczukiem został wypożyczony do Karpat Lwów, już 10 sierpnia 2013 roku debiutował w pierwszym składzie Karpat. Latem 2014 powrócił do Dnipra, skąd 24 lipca ponownie został wypożyczony, tym razem do Wołyni Łuck. Podczas przerwy zimowej sezonu 2014/15 powrócił do Dnipra. W sierpniu 2015 ponownie został wypożyczony do Wołyni Łuck, ale w końcu października umowa o wypożyczeniu została anulowana. 26 lutego 2016 został wypożyczony do klubu Naftowyk-Ukrnafta Ochtyrka. W czerwcu 2016 wrócił do Dnipra. 12 stycznia 2017 po wygaśnięciu kontraktu opuścił dniprowski klub, a 31 stycznia został piłkarzem Ruchu Winniki. 27 sierpnia 2017 opuścił Ruch. 4 lutego 2018 podpisał kontrakt z Torpedo Kutaisi. 16 lipca 2018 przeniósł się do FK Mińsk, w którym grał do 7 grudnia 2018. 27 marca 2017 podpisał kontrakt z indonezyjskim PSS Sleman.

### Kariera reprezentacyjna
Od 2010 występował w juniorskich reprezentacji Ukrainy różnych kategorii, a w 2013 zadebiutował w młodzieżowej reprezentacji Ukrainy.